# Stig Sundqvist
Stig Sundqvist (ur. 19 lipca 1922 w Boden, zm. 3 sierpnia 2011) – szwedzki piłkarz, napastnik. Brązowy medalista MŚ 50. Zyskał przydomek Vittjärv.

## Kariera
W latach 40. grał w IFK Norrköping. W 1950 - po udanych dla Szwedów mistrzostwach świata w Brazylii - wyjechał do Włoch. Wraz z rodakami Knutem Nordahlem oraz Sune Anderssonem podpisał kontrakt z Romą. W rzymskim klubie rozegrał trzy sezony.
W reprezentacji Szwecji w latach 1949–1950 zagrał 11 razy i strzelił 3 bramki. Podczas MŚ 50 wystąpił we wszystkich pięciu meczach Szwecji (3 gole).